# Adhemar da Silva
Adhemar Ferreira da Silva (São Paulo, 27 september 1927 – São Paulo, 12 januari 2001) was een Braziliaanse atleet, die twee keer na elkaar olympisch kampioen werd in het hink-stap-springen: in 1952 in Helsinki en in 1956 in Melbourne. Met twee gouden medailles is hij de meest succesvolle Braziliaanse atleet tot nog toe op de Olympische Spelen, waar hij in totaal drie keer aan deelnam. Hij verbeterde of evenaarde ook vijf keer het wereldrecord.

## Loopbaan

### Wereldrecord op de OS van 1952
Da Silva, afkomstig uit een arm gezin, begon in 1947 te trainen voor het onderdeel hink-stap-springen onder leiding van de Duitse coach Dietrich Gerner. Al gauw verbeterde hij het nationale record, wat er mede toe leidde dat hij werd geselecteerd voor het Braziliaans olympisch team voor de Olympische spelen van 1948 in Londen. Hier finishte hij achtste op zijn favoriete onderdeel.
In 1950 evenaarde hij het wereldrecord (16,00 m) uit 1936 van Naoto Tajima, en het volgende jaar verbeterde hij het met 1 centimeter. Op de Olympische Spelen van 1952 in Helsinki verbeterde hij zijn eigen wereldrecord vervolgens twee keer: eerst tot 16,12 en nadien tot 16,22. De Braziliaan was in Helsinki de enige die de 16-metergrens passeerde, want de Sovjet-Rus Leonid Sjtsjerbakov veroverde het zilver met 15,98.

### Trilogie op Pan-Amerikaanse Spelen
In 1953 raakte Da Silva zijn wereldrecord kwijt aan Sjtsjerbakov, die in Moskou 16,23 ver sprong, maar in 1955 heroverde hij het op de Pan-Amerikaanse Spelen in Mexico-Stad, waar hij 16,56 haalde. Eerder had hij in 1951 op deze Spelen in Buenos Aires het hink-stap-springen gewonnen, en na Mexico in 1955 was hij op de Pan Amerikaanse Spelen van 1959 in Chicago opnieuw de beste.

### Olympische titel geprolongeerd
Op de Olympische Spelen van 1956 in Melbourne won Adhemar da Silva zijn tweede gouden medaille met een olympisch record van 16,35.

### Einde atletiekcarrière
Da Silva zette een punt achter zijn atletiekcarrière aan het eind van 1960, nadat hij zich door longproblemen niet had weten te kwalificeren voor de Olympische Spelen van Rome.

### Filmrol
In 1959 vertolkte Da Silva de rol van de Dood in de Braziliaans-Franse film Orfeu Negro.
In 2012 werd hij opgenomen in de IAAF Hall of Fame.

## Titels
- Olympisch kampioen hink-stap-springen – 1952, 1956
- Pan-Amerikaans kampioen hink-stap-springen – 1951, 1955, 1959
- Zuid-Amerikaans kampioen hink-stap-springen - 1952, 1954, 1958
- Zuid-Amerikaans kampioen hink-stap-springen (officieus) – 1953, 1957
- Wereldstudentenkampioen hink-stap-springen - 1955

## Palmares

### hink-stap-springen
- 1948: 8e OS - 14,49 m
- 1951:  Pan-Amerikaanse kamp. - 15,19 m
- 1952:  Zuid-Amerikaanse kamp. - 15,39 m
- 1952:  OS - 16,22 m (WR)
- 1953:  Zuid-Amerikaanse kamp. (officieus) - 15,61 m
- 1954:  Zuid-Amerikaanse kamp. - 16,22 m
- 1955:  Pan-Amerikaanse kamp. - 16,56 m
- 1956:  OS - 16,35 m (OR)
- 1957:  Zuid-Amerikaanse kamp. (officieus) - 15,59 m
- 1958:  Zuid-Amerikaanse kamp. - 15,70 m
- 1959:  Pan-Amerikaanse kamp. - 15,90 m

## Onderscheidingen
- IAAF Hall of Fame - 2012

1896: James Connolly ·
1900: Meyer Prinstein ·
1904: Meyer Prinstein ·
1908: Tim Ahearne ·
1912: Gustaf Lindblom ·
1920: Vilho Tuulos ·
1924: Nick Winter ·
1928: Mikio Oda ·
1932: Chuhei Nambu ·
1936: Naoto Tajima ·
1948: Arne Åhman ·
1952: Adhemar da Silva ·
1956: Adhemar da Silva ·
1960: Józef Szmidt ·
1964: Józef Szmidt ·
1968: Viktor Sanjejev ·
1972: Viktor Sanjejev ·
1976: Viktor Sanjejev ·
1980: Jaak Uudmäe ·
1984: Al Joyner ·
1988: Christo Markov ·
1992: Mike Conley ·
1996: Kenny Harrison ·
2000: Jonathan Edwards ·
2004: Christian Olsson ·
2008: Nelson Évora ·
2012: Christian Taylor ·
2016: Christian Taylor ·
2020: Pedro Pablo Pichardo ·
2024: Jordan Díaz
- Gemeinsame Normdatei: 173882668
- World Athletics: 14349939
- International Standard Name Identifier: 0000 0000 2336 0771
- Library of Congress Control Number: n83190901
- Virtual International Authority File: 55531695
- WorldCat: E39PBJmhTbvXkKKG76BMfMXcfq